# Prison Architect
Prison Architect är ett fängelsekonstruktionsspel utvecklat av Introversion Software och Paradox Interactive. Spelaren agerar som fängelsedirektören i ett eget fängelse.  I spelet finns det en möjlighet att spela Sandbox Mode eller Campaign Mode. I Sandbox Mode spelar man inte i en berättelse utan man gör istället fria val. I Campaign finns det en berättelse som man spelar efter.

## Spelsätt
Spelet är ett enspelarspel där man bygger sitt eget fängelse, för att sedan styra det. Spelet går ut på att man ska driva ett fängelse som är så säkert som möjligt samtidigt som spelaren ska tjäna pengar på det. Det finns många olika inställningar som påverkar spelandet. Dessa inställningar är exempelvis att gängkriminalitet finns i fängelset. Kartan har ett rutsystem som man bygger sitt fängelse på. När man bygger fängelset kan man själv välja möbler, dörrar, väggar och hela byggnadens utseende. Sedan kan man ändra på säkerhet, hygien och annat i fängelset. Spelaren kan välja att bygga olika faciliteter och att anställa personer till dessa, som har en påverkan på internerna eller anställda i fängelset.
Man kan genom Steam Workshop installera olika expansionspaket gjorda av andra privata utvecklare.

### Interner
Interner är uppdelade i olika säkerhetsklasser vilket gör att man genererar mer pengar ju farligare en intern är. Dessa klasser är Minimun Security, Medium Security, Maximum Security och Death Row. Det finns även möjlighet för spelaren att manuellt tilldela säkerhetsklasserna Protective Custody och Super Max, som kan användas för att manuellt separera interner i fängelset av diverse anledningar. Ifall spelaren har gängkriminalitet aktiverat kan interner vara en Legendary Prisoner, vilket kan göra att andra interner reagerar på hur man behandlar internen.
Alla interner har en egen profil. I denna står anledningar varför de är i fängelset och strafftid, "tuffhet" och andra egenskaper som kan påverka hur de reagerar till fängelset och förändringar i det.

### Fängelsepersonal
Fängelsevakter finns även i olika klasser, dessa är Guard, Armed Guard och Dog Handler. I spelet är det möjligt att använda sig av olika sektorer för att separera interner, vakter och anställda i fängelset.
Spelaren kan välja att anställa personal till fängelset såsom psykologer, kökspersonal, trädgårdsmästare och vaktmästare.

## Expansioner
- Aficionado
- Psych ward
- Cleared for transport
- Island bound
- Going green
- Second Chances[3]